# 吉住啓作
吉住 啓作（よしずみ けいさく、1966年8月23日 - ）は、日本の内閣府官僚。

## 来歴
兵庫県神戸市出身。本籍は、石川県金沢市。六甲学院中学校・高等学校を経て、1990年（平成2年）京都大学法学部卒業。
同年4月、旧総務庁（現総務省）に入庁し、行政管理局企画調整課に配属。行政監察局監察官（大蔵省・通産省担当）付を経て、1993年（平成5年）に旧総理府（現内閣府）に出向。官房特別基金事業室指導担当主査として戦後50年問題への対応に従事。1995年（平成7年）4月に再び旧総務庁に戻り、長官官房地域改善対策室法令担当主査として、地対財特法の法律改正作業に取り組んだ。1997年（平成9年）4月に千葉県野田市に出向し理事に就任。総務部、企画財政部（初年度のみ）、保健福祉部を担当した。理事は、部長よりも上の役職で担当部長を束ねる立場であったが、この時は30歳で、野田市役所にとっても史上最年少の理事（当時）であった。もともと2年の任期であったが、根本崇野田市長（当時）の強い要請で、2000年（平成12年）4月から導入された介護保険制度の準備のため任期が1年延長された。理事在任中に、介護保険制度の準備のほか、野田市としての初のエンゼルプランの策定などにも尽力した。2000年（平成12年）4月に旧沖縄開発庁（現内閣府）に戻り、企画課課長補佐として、ポスト第3次沖縄振興開発計画の策定準備に従事。2001年（平成13年）7月に内閣府大臣官房会計課に異動し、企画法規担当補佐として、外務省室長による内閣官房報償費横領問題への対応に尽力した。2003年（平成15年）1月に政策統括官（沖縄政策担当）付総括補佐、2004年（平成16年）4月に大臣官房総務課課長補佐に異動。同年7月には企画調整官を拝命し、故鈴木善幸元総理の内閣自民党合同葬儀の準備室の実質的な責任者を担当し、同年8月26日に挙行された追悼式典を実務面で取り仕切った。翌2005年（平成17年）9月に企画官に昇格。同年10月に政策統括官（共生社会政策担当）付企画官に異動し、猪口邦子少子化担当大臣（当時）の下、大臣と各知事との少子化対策に関する議論を行うブロック会議の開催を取り仕切るとともに、翌2006年（平成18年）6月の「新しい少子化対策について」の取りまとめに尽力した。同年9月、第1次安倍内閣で初入閣を果たした高市早苗内閣府特命担当大臣（沖縄及び北方対策、少子化・男女共同参画担当）の秘書官に就任。2007年（平成19年）8月、政策統括官（共生社会政策担当）付少子・高齢化対策第1担当企画官をつとめた後、2008年（平成20年）7月、沖縄振興局特定事業担当参事官に昇格した。この時、翌2009年（平成21年）1月に発生した糸満市での不発弾爆発事故の処理に尽力し、沖縄における不発弾処理に際しての国庫補助率をそれまでの8割から9割に嵩上げするとともに、被害に遭った者への限りなく補償に近い見舞金を支給するための沖縄県不発弾等対策安全基金の創設に尽力した。また、宮古島市や那覇市の鏡水地区などでの公民館建設、伊江島のフェリー新造船への補助など、旧軍飛行場問題解決への道筋を付けた。2010年（平成22年）8月に賞勲局審査官に異動。翌2011年（平成23年）3月11日には東日本大震災が発災するが、同年10月には政策統括官（防災担当）併任となり、東日本大震災一周年追悼式準備室参事官として、翌2012年3月11日に開催された、自然災害としては初となる政府主催の追悼式の実務上の責任者をつとめた。2012年（平成24年）4月に北方対策本部参事官、2014年（平成26年）7月に日本学術会議事務局企画課長に就任するが、内閣府大臣官房日本学術会議の展望に関する検討室参事官を併任し、元京大総長の尾池和夫座長の下、有識者会議での「日本学術会議の展望」の取りまとめを行った。2016年（平成28年）6月に政策統括官（沖縄政策担当）付総括参事官に就任。同年4月に発生した沖縄県うるま市での米軍属による日本人女性暴行殺人事件の対応を行い、沖縄県内の各市町村に、全額国庫負担により防犯灯・防犯カメラを緊急に設置する事業の創設などに尽力した。翌2017年（平成30年）7月に大臣官房会計課長に就任、2019年（令和元年）7月に沖縄総合事務局長に昇格。同年10月に火災によって焼失した首里城再建の工程表の策定を行った。また、それまで現地採用の職員はいわゆる個室組（部長以上）の要職には就けず、課長クラスまでしか昇格できなかったが、翌2020年（令和2年）4月、それまで総務課長を務めていた現地採用職員の前津盛和の沖縄総合事務局次長への昇格を実現させ、以後、次長か総務部長のいずれかに現地採用職員を充てるという道筋を付けた。更に、市町村支援や観光振興のための組織再編や、ファミリーマートを誘致し、沖縄県産品を販売するウチナーコーナーを設けるなどの取組を行った。2021年（令和3年）9月に大臣官房審議官（大臣官房及び男女共同参画局担当）、翌2022年（令和4年）6月に子ども・子育て本部統括官に昇格。こども家庭庁発足を直前に控え、最後の子ども・子育て本部統括官となったが、同年9月に発生した牧之原市の3歳の女児が認定こども園のスクールバスに置き去りにされ死亡した痛ましい事故を受け、小倉將信内閣府特命担当大臣（少子化対策担当）（当時）の下、「こどものバス送迎・安全徹底プラン」をわずか1か月で取りまとめ、送迎バスへの安全装置の設置等の義務化を実現させた。翌2023年（令和5年）4月のこども家庭庁の発足とともに、初代支援局長に就任。こどもの自殺者数が過去最多となったことを受け、小倉將信大臣（当時）の下、同年6月、「こどもの自殺対策緊急強化プラン」の取りまとめに尽力した。

## 年譜
- 1990年（平成2年）
  - 3月-京都大学法学部卒業
  - 4月-総務庁行政管理局企画調整課
- 1991年（平成3年）4月-総務庁行政監察局監察官（大蔵・通産省担当）付
- 1993年（平成5年）4月-総理府大臣官房特別基金事業推進室指導担当主査
- 1995年（平成7年）4月-総務庁長官官房地域改善対策室法令担当主査
- 1997年（平成9年）4月-野田市理事
- 2000年（平成12年）4月-沖縄開発庁総務局企画課補佐
- 2001年（平成13年）1月-内閣府政策統括官（沖縄担当）付参事官（中長期計画担当）付参事官補佐
- 2001年（平成13年）7月-内閣府大臣官房会計課企画・法規担当補佐
- 2003年（平成15年）1月-内閣府政策統括官（沖縄政策担当）付参事官（総括担当）付参事官補佐
- 2004年（平成16年）
  - 4月-内閣府大臣官房総務課課長補佐
  - 7月-内閣府大臣官房総務課企画調整官

+ 2005年（平成17年）
- - 7月-内閣府大臣官房総務課企画官
  - 10月-内閣府政策統括官（共生社会政策担当）付参事官（総括担当）付企画官
- 2006年（平成18年）9月-高市国務大臣秘書官事務取扱
- 2007年（平成19年）8月-内閣府政策統括官（共生社会政策担当）付参事官（総括担当）付企画官併任参事官（少子・高齢化対策第１担当）付
- 2008年（平成20年）7月-内閣府沖縄振興局参事官（特定事業担当）
- 2010年（平成22年）8月-内閣府賞勲局審査官
- 2011年（平成23年）10月-（併）政策統括官（防災担当）付
- 2012年（平成24年）
  - 1月-（併）東日本大震災一周年追悼式準備室参事官
  - 4月-内閣府北方対策本部参事官
- 2013年（平成25年）2月-（併任）内閣官房領土主権企画調整室参事官
- 2014年（平成26年）7月-日本学術会議事務局企画課長併任内閣府大臣官房日本学術会議の展望に関する検討室参事官
- 2016年（平成28年）6月-内閣府政策統括官（沖縄政策担当）付参事官（総括担当）
- 2017年（平成29年）7月-内閣府大臣官房会計課長
- 2019年（令和元年）7月-内閣府沖縄総合事務局長
- 2021年（令和3年）9月-内閣府大臣官房審議官（大臣官房及び男女共同参画局担当）
- 2022年（令和4年）6月-内閣府子ども・子育て本部統括官（併任）内閣官房こども家庭庁設立準備室次長
- 2023年（令和5年）4月-こども家庭庁支援局長